# Santa Giuliana Falconieri
Santa Giuliana Falconieri är ett kapell i Rom, helgat åt den heliga Giuliana Falconieri, grundare av Servitnunnorna. Kapellet är beläget i hörnet av Via Alessandro Algardi och Viale dei Quattro Venti i quartiere Gianicolense och tillhör församlingen San Pancrazio.

## Historia
Kapellet uppfördes år 1936. Fasaden har en portalbyggnad med ett brutet pediment. I en nisch ovanför finns en vit staty föreställande Jungfru Maria. I absiden har Lorenzo Ferri utfört fresken Korsnedtagandet och skulpturen Bebådelsen.